# Oradea

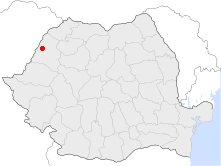
Oradeas läge i Rumänien.

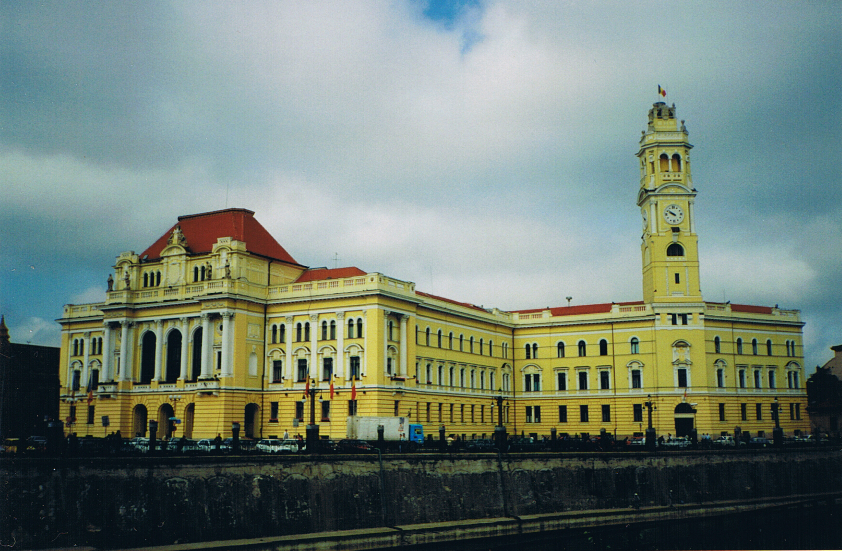
Oradeas stadshus.

Oradea (ungerska: Nagyvárad; under stormaktstiden benämnd Store Waradein på svenska) är en stad i nordvästra Rumänien. Staden ligger i historiska regionen Crișana, vid floden Crișul Repede, vid gränsen till Ungern. Den är administrativ huvudort för länet (județ) Bihor och hade 196 367 invånare enligt folkräkningen oktober 2011.

## Historia
Staden nämns för första gången 1113 under det latinska namnet Varadinum. Den hade grundats 1080 av den ungerske kungen Ladislaus I och av honom gjorts till biskopssäte. Det dröjde till 1500-talet innan bebyggelsen utvecklade sig till en riktig stad.
Fram till 1919 tillhörde staden Österrike-Ungern och på 1930-talet bestod befolkningen av ungefär 60 % ungrare, 26 % judar och 12 % rumäner.

## Demografi

### Befolkningsutveckling
| År   | Antal invånare |
| ---- | -------------- |
| 1910 | 69 000         |
| 1920 | 72 000         |
| 1930 | 90 000         |
| 1966 | 122 634        |
| 1977 | 170 531        |
| 1992 | 222 741        |
| 2002 | 206 614        |
| 2011 | 196 367        |

### Etnicitet
Större befolkningsgrupper enligt folkräkningen 2002:
- rumäner: 145 295
- ungrare: 56 830
- romer: 2 466

Ungrarna utgjorde fram till mitten av 1960-talet över hälften av stadens befolkning. Denna andel har numera krympt.

## Ekonomi
Staden är sedan länge en av Rumäniens rikaste, mycket beroende på läget vid den ungerska gränsen, vilket gör den till en port för handeln västerut.